# إد كيلهير
إد كيلهير (بالإنجليزية: Ed Kelleher)‏ هو مدرب كرة سلة أمريكي، ولد في 29 يونيو 1894 في نيويورك في الولايات المتحدة، وتوفي في 19 يوليو 1945 في ميونخ في ألمانيا.